# Cáceres Club Baloncesto
El Cáceres Club Baloncesto fue un equipo de baloncesto profesional que durante 11 temporadas militó en la liga ACB (de 1992 al 2003), máxima categoría del baloncesto español, convirtiéndose así en el primer y único equipo extremeño hasta la fecha que ha disfrutado de tal honor. Desapareció a finales de la temporada 2004-05, tras finalizar octavo de la liga LEB ahogado por sus problemas financieros. Actualmente dispone de dos club cantera y el equipo principal debuta en la 3° FEB o LEB Plata llegado el año pasado a play off de ascenso pero fueron derrotados tras un angustioso partido contra el equipo de Huelva

## Historia

### Del Club San Fernando de Cáceres al Cáceres Club Baloncesto
El Cáceres Club Baloncesto fue fundado en el año 1961 con el nombre de Club San Fernando de Cáceres. El 5 de noviembre de 1961 supone el debut del equipo en la Segunda División nacional y desde aquel momento hasta la temporada 1990-91 siempre participó en dicha categoría, salvo en tres campañas en que descendió a la Tercera División.
En octubre de 1975, ante la grave situación económica que atraviesa el club y que amenazaba con hacerle desaparecer, hace que el equipo de fútbol de la ciudad, el Club Polideportivo Cacereño pase a hacerse cargo del mismo con lo que el club desde momento pasa a denominarse C.P. Cacereño de Baloncesto
A finales de agosto de 1979, el C.P. Cacereño decide acabar con su sección de baloncesto por lo que el club está nuevamente a punto de desaparecer. Se hacen cargo del mismo una agrupación de socios que forman una gestora y como primera decisión acuerdan cambiar el nombre del equipo al de Cáceres Club Baloncesto.

### La temporada del ascenso a la ACB
A mediados de julio de 1991 el club consigue hacerse con una plaza en la Primera División B para disputar la temporada 1991-92 tras comprar los derechos federativos del Bosco de Vigo. En muy poco tiempo se confecciona una plantilla con jugadores como  Juan Méndez o Gabriel Abrines, y la plaza de extranjero la ocupa un checo de 27 años y 2,17 metros de estatura llamado Jiri Okac que a la postre sería el máximo anotador y reboteador de aquella temporada.
El debut en primera B se produce un 8 de septiembre (día de Extremadura) en un enfrentamiento ante el Caja Badajoz, en el que vence el conjunto verdinegro por 72-64. Desde aquel momento, el equipo recién ascendido cuaja una gran temporada y al final de la temporada regular finaliza tercero (18 victorias - 12 derrotas) lo que le da derecho a participar en la liguilla que decidirá los equipos que ascienden a la ACB la siguiente temporada. Tras finalizar primeros de su grupo en la liguilla, se enfrentan al Festina Andorra en una serie al mejor de 5 partidos cuyo vencedor ascendería directamente.  Finalmente el ganador es el conjunto andorrano tras vencer por 73-71 en el quinto partido de la eliminatoria. Después de eliminar al Canarias en una serie previa, el Cáceres C.B. vuelve a tener otra oportunidad de conseguir el ascenso frente al Prohaci Mallorca, en una serie al mejor de 5 partidos.
El 10 de mayo de 1992 con la serie 2-1 a favor del Cáceres C.B., se disputa en la Ciudad Deportiva de Cáceres ante más de 3000 espectadores el encuentro que supondría el ascenso a la liga ACB. La victoria (80-79) se logra con una canasta en el último segundo del jugador Jordi Freixanet y tras el partido miles de personas celebran el triunfo por las calles de Cáceres.

### Etapa ACB

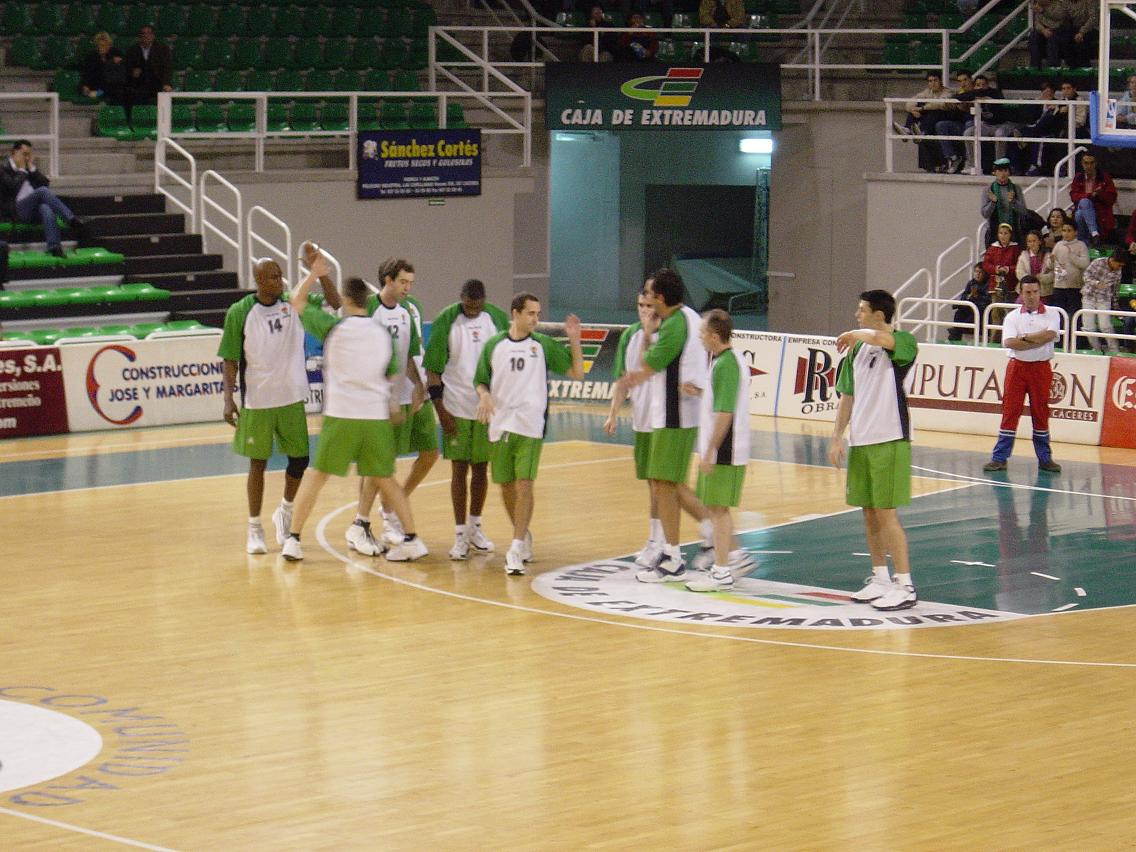
Presentación de la plantilla en un partido de liga ACB de la temporada 2002-03.

El debut en la ACB se produjo el 19 de septiembre de 1992 con el técnico Martín Fariñas en el banquillo y el equipo rival fue el, por aquel entonces, vigente campeón de la Copa de Europa, el Marbella Joventut en el recién estrenado para la ocasión Pabellón Universitario V Centenario, ante más de 5.000 espectadores y con victoria del equipo extremeño por 84-78. El quinteto inicial de la histórica fecha fue el compuesto por Kevin Pritchard en la posición de base, Juan Méndez de escolta, Miguel Ángel Reyes de alero y por los pívots Antón Soler y Lance Berwald.
Los malos resultados propiciaron la destitución de Fariñas tras trece jornadas y la llegada de Manel Comas que no consiguió las victorias suficientes como para eludir el play-off de descenso por lo que la primera participación del conjunto extremeño en la liga ACB finalizó con el equipo en la penúltima posición de la tabla con un bagaje de 9 victorias y 22 derrotas y abocado a jugarse la permanencia sin tan siquiera tener el factor cancha a favor. Ya en el play-off con los refuerzos de Kenny Green que había llegado mediada la temporada y de Kenny "Sky" Walker el Cáceres C.B. consiguió mantener la categoría al imponerse por 62-68 al Club Basket Ferrys Llíria en el quinto partido de la serie disputado en tierras valencianas.
La siguiente temporada (1993-94), con el técnico Manolo Flores en el banquillo, supondría la mejor clasificación final del equipo extremeño en toda su historia ACB (5.ª posición tras caer derrotado en cuartos de final por el Joventut de Badalona) y como consecuencia la clasificación para la primera de sus cuatro participaciones en Europa (3 en la Copa Korac: temporadas 94-95,96-97 y 00-01 y 1 en la Eurocopa, temporada 97-98)
Y fue precisamente en la primera de dichas participaciones, en la temporada 94-95, en la que se consiguió el resultado más positivo en Europa, alcanzando las semifinales de la Copa Korac y cayendo derrotado por el equipo que a la postre se proclamaría campeón: el Alba Berlín germano.
Dos temporadas más tarde, en la 96-97, el equipo consigue el único trofeo oficial que adornaría sus vitrinas en toda su historia, al proclamarse subcampeón de la Copa del Rey tras caer derrotado en la final de León ante el Joventut de Badalona (79-71).
La temporada 98-99 supuso un cambió drástico en lo institucional ya que fue el de la marcha de José María Bermejo quien había sido presidente del Cáceres durante toda la historia del equipo en la ACB. Además de la marcha del presidente, esta temporada supuso a su vez la reducción de presupuestos del patrocinador que había acompañado al equipo en la ACB desde sus inicios: Caja de Extremadura y también la reducción de presupuesto del ayuntamiento y la diputación de Cáceres.En la temporada 00-01 tiene el récord de abonados 5.000 aproximadamente

### Etapa LEB y desaparición
En la temporada 2002-03 el equipo desciende directamente a la liga LEB tras concluir decimoséptimo en la temporada regular y pone así punto final a la única andadura de un equipo extremeño en la máxima categoría del baloncesto nacional tras 11 años de permanencia en la misma.
Tras el descenso, se produce la quiebra de la Sociedad Anónima Deportiva (SAD) bajo cuyo nombre funcionaba. Pese a todo el equipo logra eludir la desaparición gracias a una sentencia judicial que establecía que no existía sucesión de empresas entre la SAD y el Cáceres C.B que se constituyó después lo que le permitió participar durante dos años en la liga LEB. No obstante la nueva sociedad nunca logra recuperarse de los problemas económicos y finalmente acaba vendiendo sus derechos federativos al equipo del Aguas de Calpe a la conclusión de la temporada 2004-05.
Pese a todo, durante la temporada 2005-06 se conservó la estructura de las categorías inferiores además de contar con un equipo en la Primera División nacional. Finalmente tras la conclusión de la temporada 2005-06 la institución se disuelve definitivamente.

### Renacimiento del baloncesto en la ciudad: Cáceres Ciudad de Baloncesto
Tras 2 años en los que la ciudad de Cáceres no contó con ningún representante en el baloncesto de elite en España, el verano del 2007 tras la fusión de los equipos San Antonio y del Ciudad de Cáceres, así como del apoyo de un grupo de empresarios locales e instituciones que hicieron posible la compra de la plaza del Grupo Cibo Llíria en la LEB Plata, se creó un nuevo club de baloncesto: el Cáceres Ciudad de Baloncesto con lo que la vuelta del baloncesto profesional a Cáceres se convirtió en una realidad

## Historial

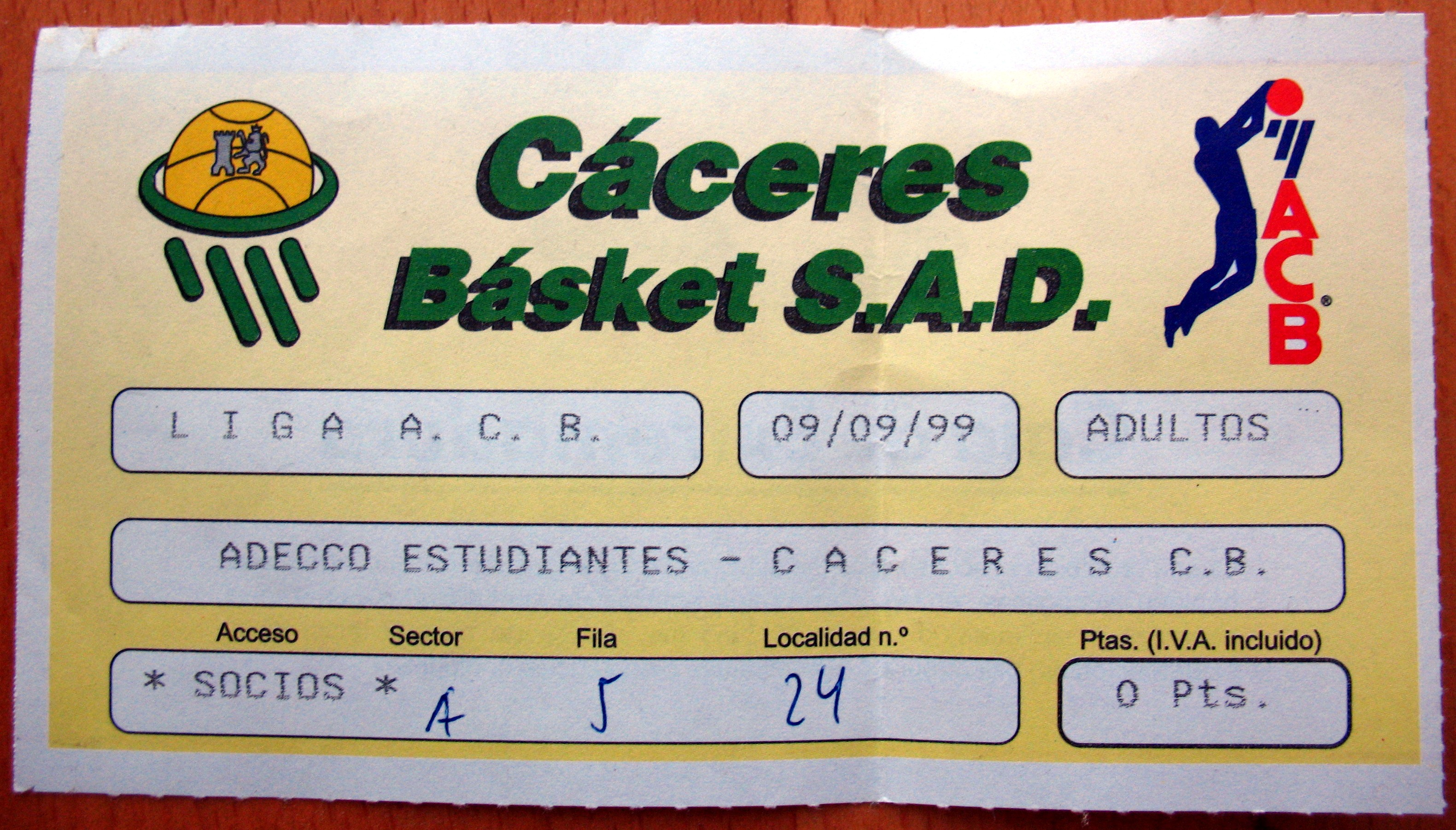
Entrada del partido de liga ACB disputado entre el Cáceres C.B. y el Adecco Estudiantes en el Pabellón Universitario V Centenario de la temporada 1999-2000.

| Temporada | Categoría | División     | Pos. | Play-offs             | Copa                    | Europa                | Liga Regular | Play-offs | Copa | Europa | Total   |
| --------- | --------- | ------------ | ---- | --------------------- | ----------------------- | --------------------- | ------------ | --------- | ---- | ------ | ------- |
| 1991–92   | 2         | 1.ª División | 2    | Ascenso               | –                       | –                     | 18–12        | 12–6      | –    | –      | 30–18   |
| 1992–93   | 1         | Liga ACB     | 20   | Play-offs de descenso | –                       | –                     | 9–22         | 3–2       | 1–3  | –      | 13–27   |
| 1993–94   | 1         | Liga ACB     | 5    | Cuartos               | –                       | –                     | 15–13        | 4–3       | 0–2  | –      | 19–18   |
| 1994–95   | 1         | Liga ACB     | 13   | –                     | –                       | Copa Korać: Semifinal | 17–21        | –         | 1–2  | 8–1–5  | 26–1–28 |
| 1995–96   | 1         | Liga ACB     | 10   | –                     | –                       | –                     | 19–19        | –         | –    | –      | 19–19   |
| 1996–97   | 1         | Liga ACB     | 10   | –                     | Copa del Rey: Final     | Copa Korać: Cuartos   | 18–16        | –         | 2–1  | 9–3    | 29–20   |
| 1997–98   | 1         | Liga ACB     | 15   | Play-offs de descenso | –                       | Recopa: Dieciseisavos | 12–22        | 3–1       | –    | 7–5    | 22–28   |
| 1998–99   | 1         | Liga ACB     | 12   | –                     | –                       | –                     | 14–20        | –         | –    | –      | 14–20   |
| 1999–00   | 1         | Liga ACB     | 9    | –                     | –                       | –                     | 17–17        | –         | –    | –      | 17–17   |
| 2000–01   | 1         | Liga ACB     | 10   | –                     | Copa del Rey: Semifinal | Copa Korać: Octavos   | 14–20        | –         | 1–1  | 7–1–2  | 22–1–23 |
| 2001–02   | 1         | Liga ACB     | 15   | –                     | –                       | –                     | 11–23        | –         | –    | –      | 11–23   |
| 2002–03   | 1         | Liga ACB     | 17   | Descenso              | –                       | –                     | 8–26         | –         | –    | –      | 8–26    |
| 2003–04   | 2         | LEB          | 9    | –                     | –                       | –                     | 16–18        | –         | –    | –      | 16–18   |
| 2004–05   | 2         | LEB          | 8    | Cuartos               | –                       | –                     | 17–17        | 0–3       | –    | –      | 17–20   |

## Números históricos colectivos en liga ACB
| Jugados - 388 | Ganados - 163 | Perdidos - 225 | Porcentaje de victorias - 42% | Puntos a favor - 30.548 | Puntos en contra - 31.404 |

## Máximos históricos individuales en ACB
| Temporadas: - Enrique Fernández - 7 - Toni Pedrera - 7 - José A Paraíso - 7 - Pepe Arcega - 4 - Juanjo Bernabé - 4 |  | Puntos: - José A Paraíso - 3.343 - Rod Sellers - 1.815 - Enrique Fernández - 1.404 - Raymond Brown - 1.134 - Nebojsa Ilić - 1.134 |  | Rebotes: - José A Paraíso - 1.156 - Rod Sellers - 1.026 - Raymond Brown - 503 - Toni Pedrera - 331 - Miguel Ángel Reyes - 330 |

| Canastas de Dos: - José A Paraíso - 643 - Rod Sellers - 372 - Raymond Brown - 328 - Johnny Rogers - 198 - Danya Abrams - 190 |  | Tiros Libres: - José A Paraíso - 643 - Rod Sellers - 372 - Nebojsa Ilić - 328 - Kevin Pritchard - 198 - Danya Abrams - 190 |  | Minutos Jugados: - José A Paraíso - 7.589 - Enrique Fernández - 4.127 - Rod Sellers - 3.795 - Pepe Arcega - 3.490 - Raymond Brown - 2.589 |

| Asistencias: - Pepe Arcega - 345 - José A Paraíso - 276 - Jordi Soler - 244 - Kevin Pritchard - 168 - Rod Sellers - 146 |  | Triples: - Enrique Fernández - 300 - José A Paraíso - 278 - Pepe Arcega - 118 - Benito Doblado - 118 - Nebojsa Ilić - 114 |  | Tapones: - Rod Sellers - 128 - José A Paraíso - 119 - Keith Hill - 74 - Raymond Brown - 72 |

## Lista histórica de entrenadores en ACB
- 1992/93. Martín Fariñas.
- 1992/93. Manel Comas. (Entra en la J14, sustituyendo al cesado Martín Fariñas).
- 1994/98. Manolo Flores.
- 1997/98. Manel Comas. (En diciembre de 1997 sustituye al cesado Manolo Flores)
- 1998/99. José Alberto Pesquera.
- 1999/00. Luis Casimiro.
- 2000/01. Manolo Flores.
- 2000/02. Alfred Julbe. (En diciembre del 2000 sustituye a Manolo Flores)
- 2002/03. Manolo Hussein.

## Enlaces de interés
- Cáceres Ciudad de Baloncesto
- Categoría: Baloncestistas del Cáceres Club Baloncesto
- Categoría: Entrenadores del Cáceres Club Baloncesto